# 卡瑪蛇髮女妖獸屬
卡瑪蛇髮女妖獸屬（屬名：Kamagorgon）是已滅絕獸孔目的一屬，生存於二疊紀中期的俄羅斯，可能屬於始巨鱷科。目前只有發現一個不完整頭顱骨，因此無法得知身體特徵。頭顱骨長度約40到45公分，是種大型動物。卡瑪蛇髮女妖獸是種肉食性動物，口鼻部相當短，犬齒巨大。
目前只有唯一種，模式種K. ulanovi，是在1998年由俄羅斯古生物學家L. P. Tatarinov所命名。最初被歸類於巴莫鱷亞目的始巨鱷科，始巨鱷科還包含研究不多的始巨鱷。近年研究則認為卡瑪蛇髮女妖獸是種原始麗齒獸類，而不是巴莫鱷亞目。

## 外部連結
- https://web.archive.org/web/20060313154410/http://www.palaeos.com/Vertebrates/Units/400Therapsida/200.html#Eotitanosuchia
- https://web.archive.org/web/20110928110201/http://www.paleofile.com/Demo/Mainpage/Taxalist/Theriodontia.htm